# Wang Linwei
Wang Linwei (29 de agosto de 1956) é uma ex-handebolista chinesa, medalhista olímpica.
Wang Linwei fez parte do elenco da medalha de bronze inédita chinesa, em Los Angeles 1984.